# Guerra da água (Bolívia)
A Guerra da Água da Bolívia, também conhecida como Guerra da Água de Cochabamba, designa uma revolta popular que ocorreu em Cochabamba, a terceira maior cidade do país, entre janeiro e abril de 2000,  contra a privatização do sistema municipal de gestão da água, depois que as tarifas cobradas pela empresa Aguas del Tunari (filial do grupo norte-americano Bechtel) dobraram.  
Em 8 de abril, o presidente Hugo Banzer declarou estado de sítio. Os líderes do movimento foram presos e várias estações de rádio foram fechadas.
O ciclo de protestos foi concluído em 20 de abril, quando, cedendo à pressão popular, o governo acabou por desistir da privatização, anulando o contrato de concessão de serviço público, firmado com a Bechtel, que deveria viger por quarenta anos. Em consequência, a prefeitura retomou o controle da água, e a lei 2029, que previa a privatização das águas do país, foi revogada..
Segundo a revista The Ecologist, em 2000, o Banco Mundial havia declarado que não renovaria um empréstimo de 25 milhões de dólares à Bolívia se o país não privatizasse seu serviço de abastecimento de água.

## Filmografia
O documentário de Carlos Pronzato, La Guerra del Agua (2007), conta como se deu a revolta popular que reverteu a lei de privatização das águas bolivianas ao buscar uma equidade global.
O filme de Icíar Bollaín, com Luis Tosar e Gael García Bernal, También la lluvia (2011), conta a história de um diretor e um produtor que vão à Bolívia para realizar um filme sobre a chegada de Cristóvão Colombo na América e são surpreendidos por uma insurreição popular - a guerra da água.
O documentário canadense The Corporation (2003), dirigido por Mark Achbar e Jennifer Abbott, também cita este acontecimento estre os abusos causados pelo capitalismo no mundo. 